# リフィル

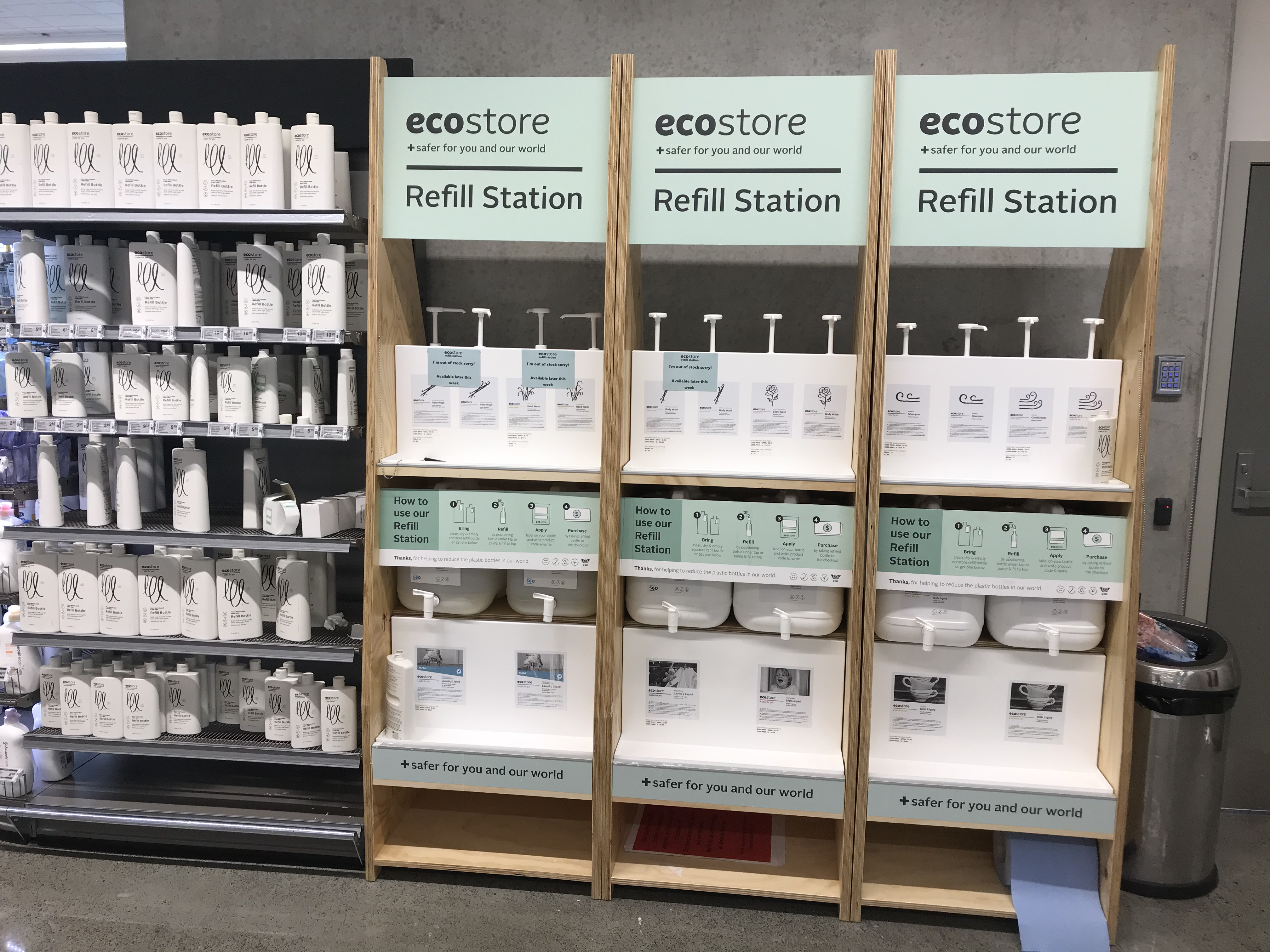
詰め替えステーション

リフィルまたはレフィル（英: refill）は、詰め替え用品のこと。従来はボールペンの替え芯、ルーズリーフやシステム手帳の用紙など、主に文房具のみを指すこともあった。
環境問題（廃棄物削減・石油資源浪費防止）の観点から、他分野の商品でも普及してきている（業務用のみならず、一般の消費者用として）。単純に、「中身入りの本体」に比べ、安価で購入できるという消費者側の利点もある。医療の分野でリフィルと言う言葉としてリフィル処方箋がある。

## 概要
液体製品の場合、主にパウチタイプと、ボトルタイプがある。詰め替えの際こぼさないように考慮しているためか、本体容量よりも若干少ない容量になっているものもある（2回分容量のものも同様）。
花王の場合、注ぎやすさやこぼれにくさを考慮し、容器の形状や液体の粘度によって、7種類のタイプのものを使い分けているという（2014年時点）。

### パウチタイプ[注 1]
機能面では、注ぎ口を（刃物を用いず）手で切れるスタイルが近年主流となってきている。その他にも詰め替えやすい工夫が続々と開発されてきている。例えば、注ぎ口の反対側にある角に向かって若干低く傾斜しているものなど。
見栄えとしては、「中身入り本体」そのものの外装が、写真やイラスト形式でリフィルのパッケージに描かれているものも登場している。

### 食品
瓶入り香辛料の詰め替え用など主に粉末食品においては、古くからあった。瓶入りインスタントコーヒーでは味の素ゼネラルフーヅ（AGF）が2002年に袋タイプを発売し、『瓶が空いたら詰め替えよう!』と啓蒙してきた。

### 日用品
台所用洗剤、シャンプーとリンス、ハンドソープなど日用品においても、詰め替え用の販売が近年増えている。さらに、化粧水やメイク落としなどにもある。
液体洗剤の詰め替え用は各社から出されていたが、粉末洗剤でも2013年に花王から「アタック高活性バイオEX つめかえパック」（袋ごと箱に入れるタイプ）が発売された。
なお、小売店における販売スペースは限られているため、商品によっては「中身入り本体のみ」「詰め替え用のみ」のうちの一方しか置かれていない、消費者に不自由な状況も見られる。ソープ類は同一商品でも複数のフレーバーでラインナップを展開している場合があり、なおさらである。
また、「中身入りの本体」と「詰め替え用」を同梱して売る販促方法も、しばしば見られる。
芳香剤や、トリガータイプの商品（安全上詰め替えが推奨されないカビ取りスプレーなど）では、つけかえ用という表記も見られる。

## ギャラリー

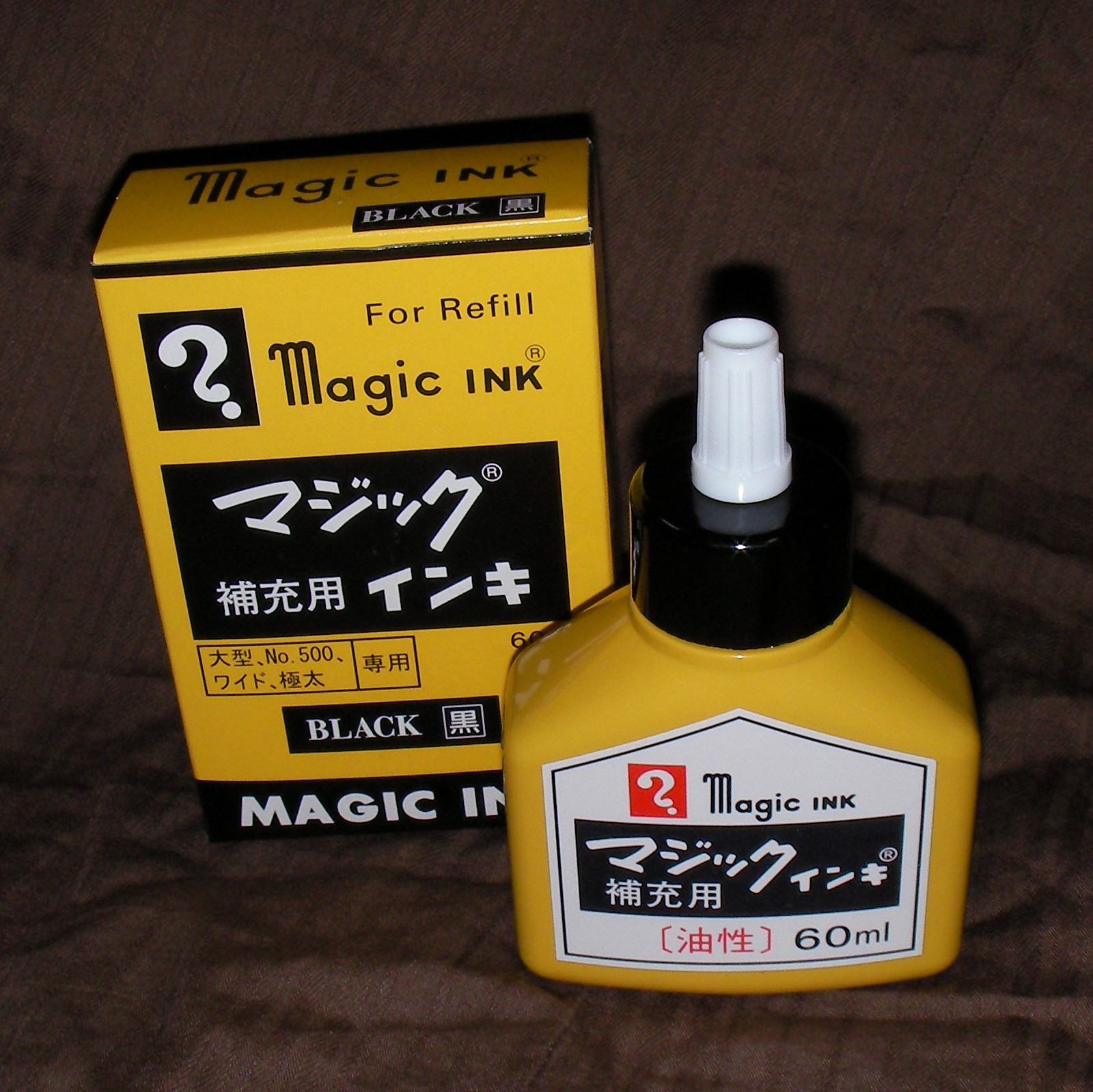
マジックインキ（日本の筆記具）
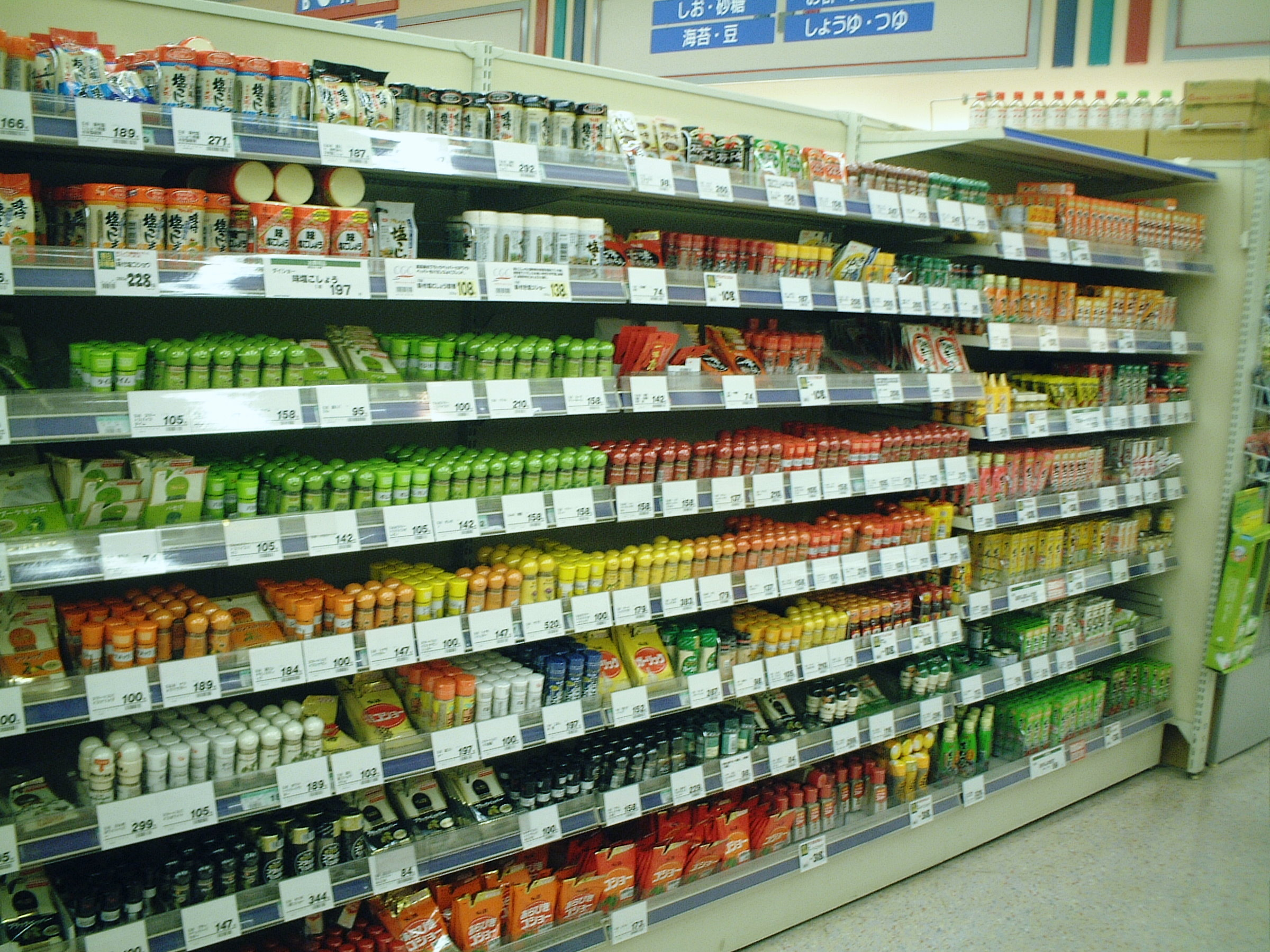
スーパーマーケット（香辛料）
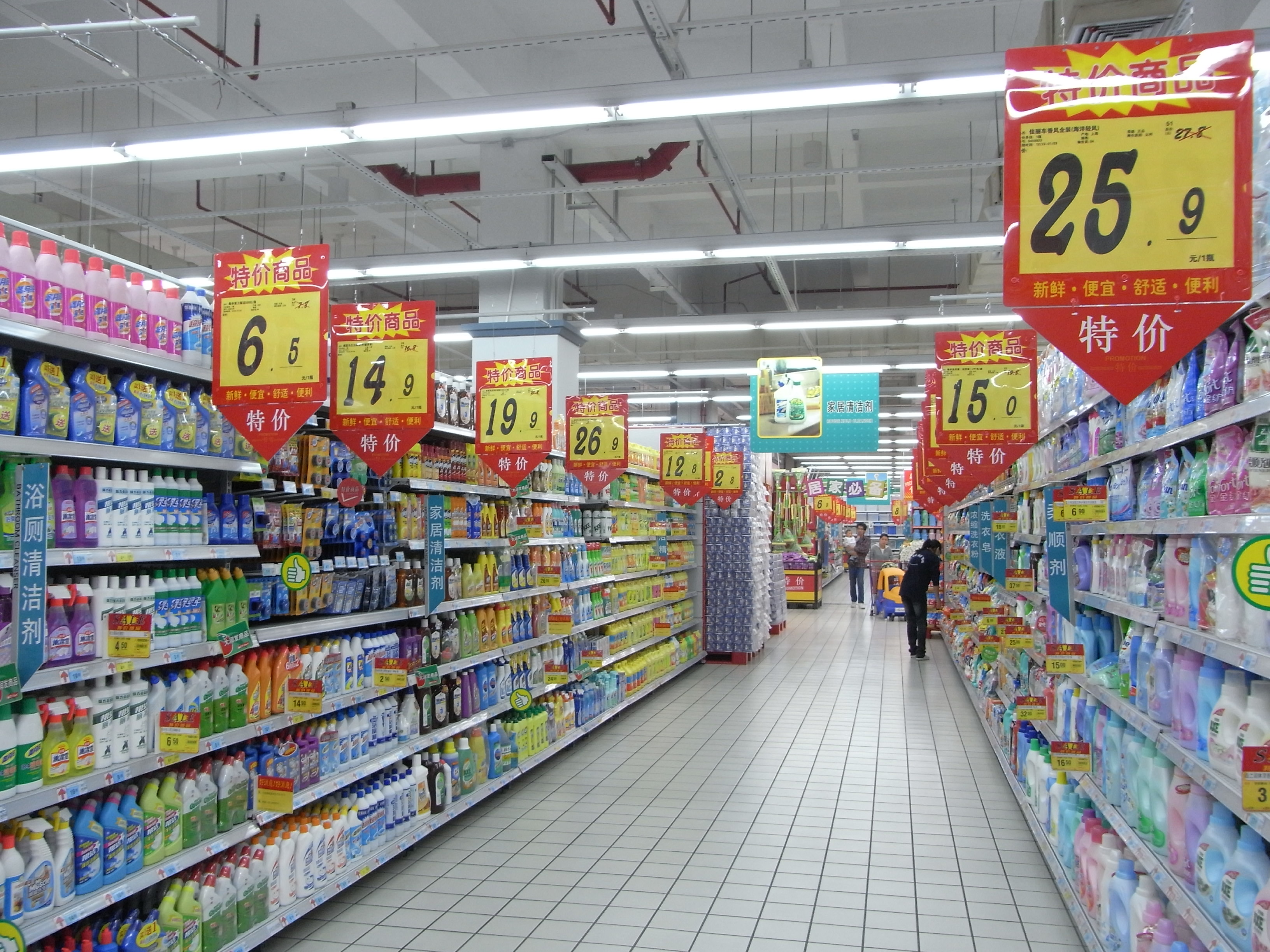
スーパーマーケット
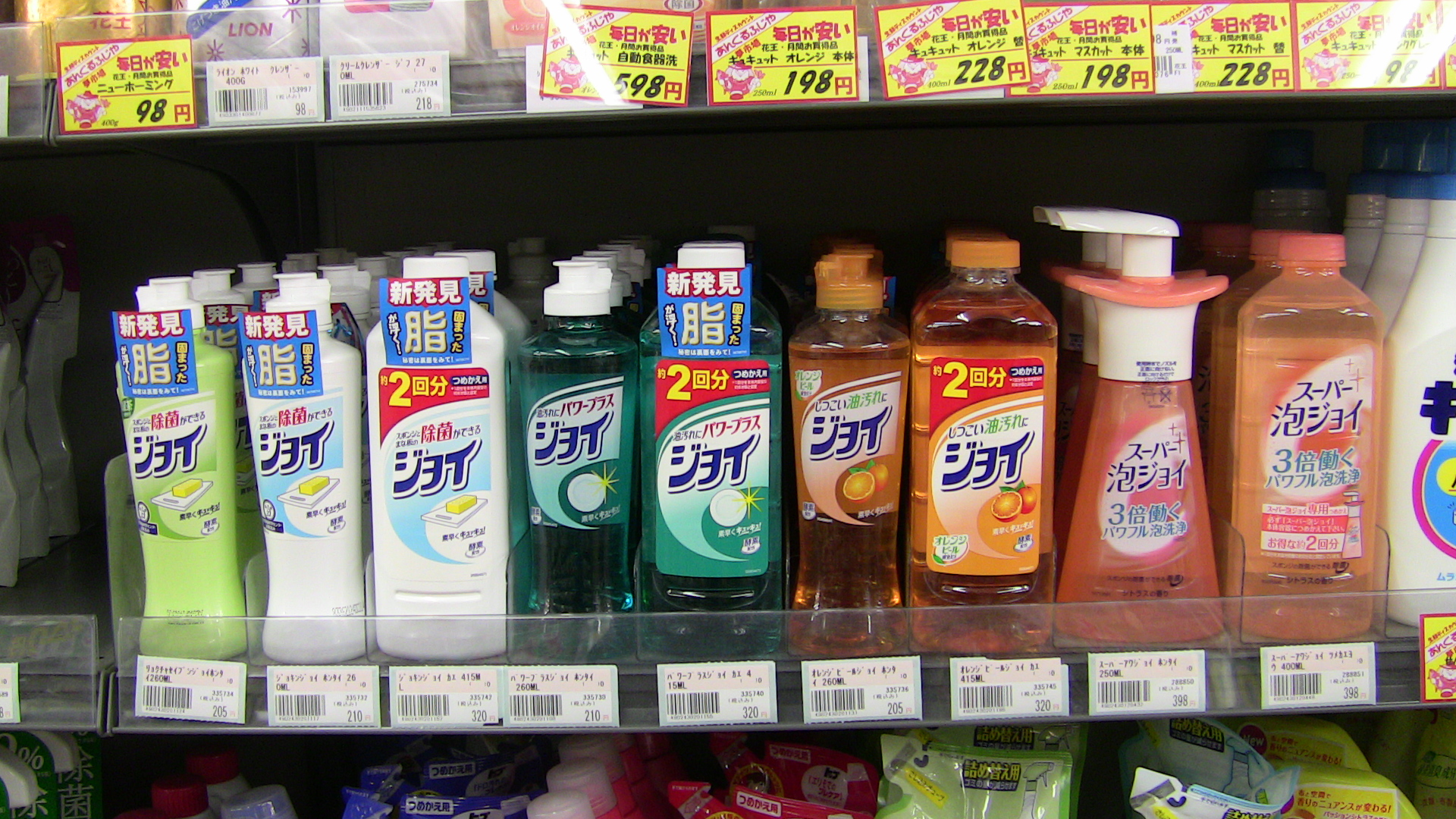
P&G「ジョイ」（台所用洗剤）
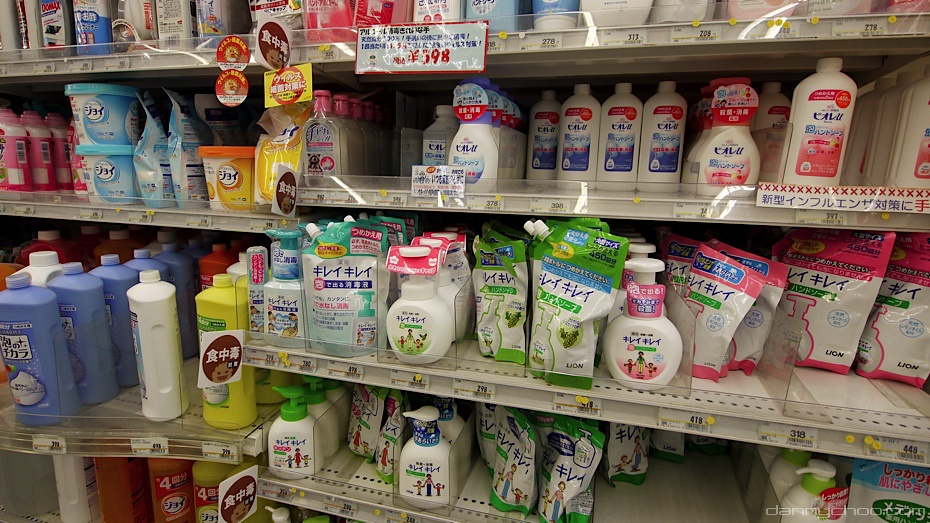
ハンドソープ
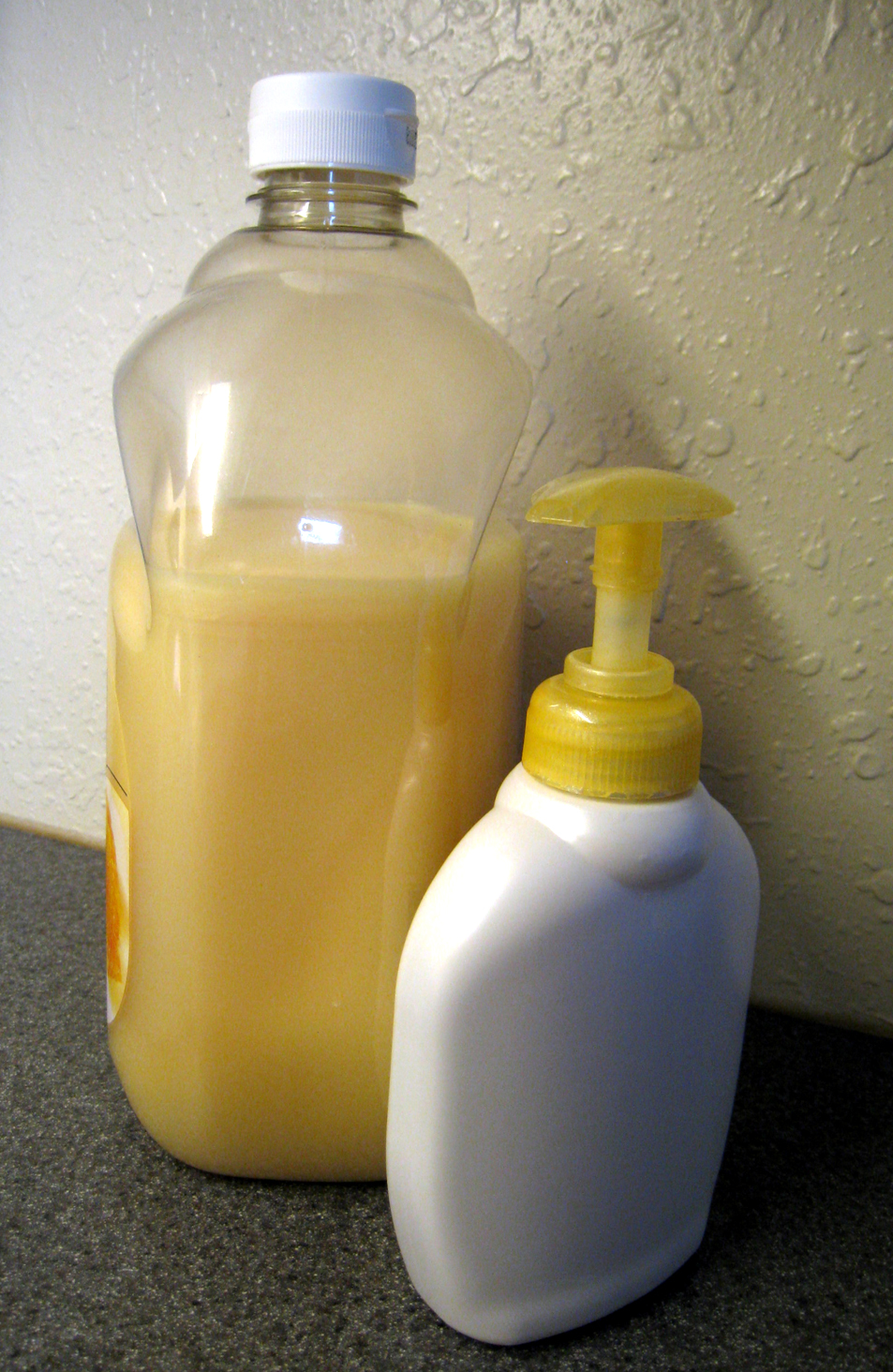
ハンドソープ
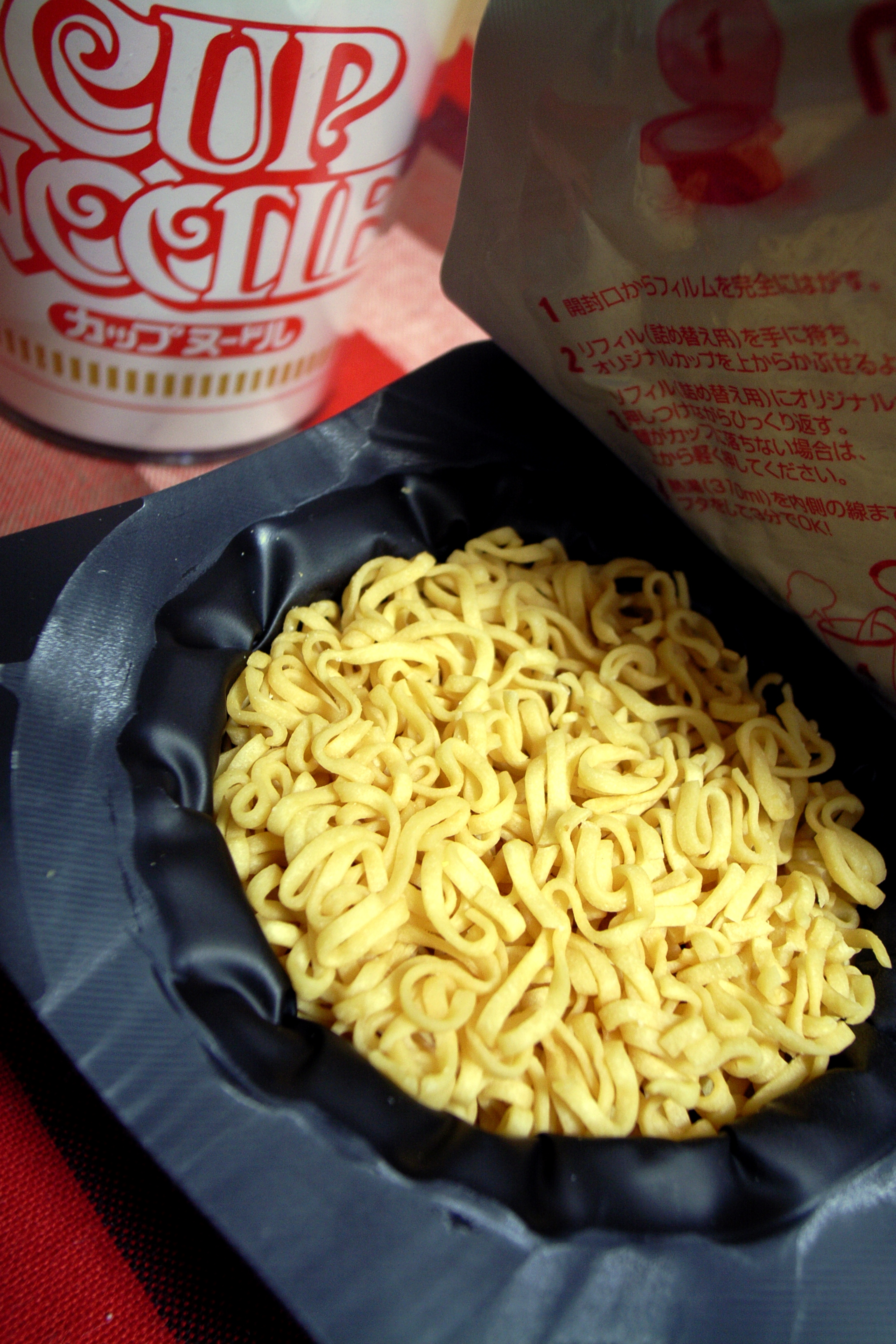
日清食品「カップヌードル リフィル
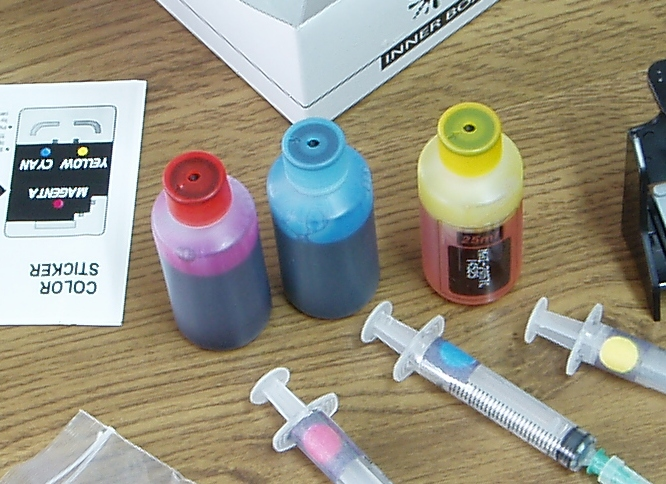
使用済みインクカートリッジへの注入キット